# George Wythe
George Wythe (né en 1726 en Virginie et mort le 8 juin 1806 à Richmond) est un avocat, juge et professeur de droit américain. Il fut également l'un des signataires de la Déclaration d'indépendance des États-Unis en tant que délégué de la Virginie dont il était originaire.

## Biographie
George Wythe est né à Hampton, en Virginie. Il perdit son père alors qu'il n'avait que trois ans. Il fit ses études au Collège de William et Mary, à Williamsburg. Il apprit son métier dans le cabinet de Stephen Dewey et fut admis au barreau en 1746. Il travailla pour la Chambre des Bourgeois de Virginie et fut maire de Williamsburg entre 1768 et 1769. Il devint par la suite professeur de droit au College William and Mary et enseigna notamment à Henry Clay, Thomas Jefferson, John Marshall et James Monroe. Il fut désigné pour aller au Second Congrès continental en 1775 et signa la Déclaration d'indépendance le 4 juillet 1776. Il se joignit à la cause abolitionniste et affranchit plusieurs de ses esclaves.
Dans son testament, Wythe laissa son extraordinaire bibliothèque à Thomas Jefferson qui le décrivait comme son mentor et son deuxième père. Sa maison de Williamsburg a été préservée et transformée en musée par une fondation privée, la Colonial Williamsburg.